# Susan Egan
Susan Egan (Seal Beach, 18 de fevereiro de 1970) é uma atriz e cantora norte-americana. É mais conhecida por ter originado o papel de Bela na adaptação musical da Broadway para a animação da Disney A Bela e a Fera.

## Biografia
Egan cresceu em Long Beach, Califórnia. Sempre sonhou em ser atriz, gastando grande parte do seu tempo tendo aulas de dança e de canto quando era criança. Ela cita que treinou bastante balé, pois sempre comentavam que isso poderia ajudá-la nas performances. Ela estudou na Los Alamitos High School e Orange County High School of the Arts, formando-se mais tarde na UCLA. Nesse meio tempo, começou sua carreira na turnê The Young Americans. Trancou seu curso na faculade após ser convidada por Tommy Tune a interpretar Kim na sua turnê Bye Bye Birdie. Depois de terminada a turnê, participou do elenco de State Fair e ganhou o papel de Bela na adaptação original da Broadway para A Bela e a Fera, performance na qual ela foi nomeada para o Tony Award e Drama Desk Award na categoria Melhor Atriz em um Musical. Ela é casada com Robert Hartmann e eles têm duas filhas, Nina, nascida em 6 de fevereiro de 2007, e Isla, nascida em 15 de dezembro de 2009. Atualmente mora em Condado de Orange, Califórnia. Ela interpretou Belle por um ano na Broadway e reprisou esse papel na produção em Los Angeles em 1995 com grande parte do elenco original. No Sacramento Music Circus, interpretou Maria em The Sound of Music em 1996 e Molly Brown em The Unsinkable Molly Brown em 2002. Juntou-se ao musical da Broadway Thoroughly Modern Millie em fevereiro de 2004 como Millie.
Ela dublou os filmes Spirited Away e Porco Rosso, ambos do animador japonês Hayao Miyazaki. Ela reprisou esse papel no jogo Kingdom Hearts II. Egan apareceu no Hollywood Bowl na versão concerto de Show Boat em agosto de 2001 como Julie. Ela participou de um espetáculo apenas para mulheres no Carpenter Performing Arts Center em outubro de 2001 e no Orange County Performing Arts Center em 2000. Em novembro de 2004, participou do concerto no Walt Disney Concert Hall.
Susan Egan deu a voz para Angel em Lady and the Tramp II: Scamp's Adventure, mas apenas para as músicas do filme. Ela foi a diretora artística provisória da Orange County High School of the Arts entre 2002 e 2003.

## Filmografia
| Ano       | Título (USA)                                             | Título (BR)                                           | Papel               | Notas                                               |
| --------- | -------------------------------------------------------- | ----------------------------------------------------- | ------------------- | --------------------------------------------------- |
| 1979      | Live from Lincoln Center                                 |                                                       | Estudante de música | 5ª temporada, episódio 2                            |
| 1982      | Six Weeks                                                |                                                       | Dançarina de balé   | sem créditos                                        |
| 1990      | Aladdin                                                  |                                                       | Mei Ling            | filme para TV                                       |
| 1991      | Earth Angel                                              |                                                       | Líder de torcida    | filme para TV                                       |
| 1992      | Deuce Coupe                                              |                                                       | Beth                |                                                     |
| 1993      | Men Don't Tell                                           |                                                       | Florista            | filme para TV                                       |
| 1995      | Beauty and the Beast: The Broadway Musical Comes to L.A. | A Bela e a Fera: O Musical da Broadway em Los Angeles | Belle               | filme para TV                                       |
| 1995-1996 | Almost Perfect                                           |                                                       | Katy Ryan           | 1ª temporada, episódios 12 e 17                     |
| 1996      | Partners                                                 |                                                       | Gina                | 1ª temporada, episódio 18                           |
| 1996      | Party of Five                                            |                                                       | Lauren Gordon       | 2ª temporada, episódio 20                           |
| 1998-2000 | The Drew Carey Show                                      |                                                       | Susan / Suzanne     | 3ª temporada, episódio 24 6ª temporada, episódio 11 |
| 2000-2002 | Nikki                                                    |                                                       | Mary                |                                                     |
| 2001      | XCU: Extreme Close Up                                    |                                                       | Karen Webber        |                                                     |
| 2001      | The Disappearing Girl Trick                              |                                                       | Bridget Smith       | curta-metragem                                      |
| 2002      | NYPD Blue                                                |                                                       | Jennifer Martin     | 9ª temporada, episódio 15                           |
| 2002      | Arli$$                                                   |                                                       | Bobbi Kelso         | 7ª temporada, episódio 2                            |
| 2002      | Gotta Kick It Up!                                        |                                                       | Heather Bartlett    | filme para TV                                       |
| 2002      | Haunted                                                  |                                                       | E.R. Doctor         | 1ª temporada, episódio 1                            |
| 2005      | Numb3rs                                                  |                                                       | Becky Burdick       | 1ª temporada, episódio 5                            |
| 2008      | Dr. House                                                |                                                       | Audrey Greenwald    | 5ª temporada, episódio 17                           |

| Ano  | Título             | Papel           | Notas           |
| ---- | ------------------ | --------------- | --------------- |
| 1999 | Man of the Century | Samantha Winter |                 |
| 1999 | Lucid Days in Hell | Susan           |                 |
| 1999 | Galaxy Quest       | Teek            | cenas deletadas |
| 2002 | Falling. In Love   | Azure           |                 |
| 2004 | The Almost Guys    | Suzanne Murphy  |                 |
| 2004 | Death and Texas    | Corrine Ballard |                 |
| 2004 | 13 Going on 30     | Tracy Hansen    |                 |
| 2005 | The Third Wish     | Audrey          |                 |
| 2008 | Meet Market        | Tess            |                 |

| Ano       | Título                                   | Papel          | Notas                    |
| --------- | ---------------------------------------- | -------------- | ------------------------ |
| 1993      | Porco Rosso                              | Gina           |                          |
| 1996      | Beauty and the Beast: A Concert on Ice   | Belle          | filme para TV            |
| 1997      | Hércules                                 | Megara         | filme                    |
| 1997      | Hércules                                 | Megara         | videogame                |
| 1999      | Hércules: Zero to Hero                   | Megara         | diretamente em vídeo     |
| 1999      | Hércules                                 | Megara         | série de TV              |
| 1999      | A Turma dos Brinquedos 2                 | Megara         | filme                    |
| 2001      | Lady and the Tramp II: Scamp's Adventure | Angel          | voz de canto             |
| 2001      | A Viagem de Chihiro                      | Lin            |                          |
| 2001      | O Point do Mickey                        | Meg            | 2ª temporada, episódio 5 |
| 2004      | Spider-Man 2                             | Rosie Octavius | videogame                |
| 2005      | Kingdom Hearts II                        | Megara         | videogame                |
| 2007      | Kingdom Hearts II: Final Mix+            | Megara         | videogame                |
| 2010      | A Turma dos Brinquedos 3                 | Megara         | filme                    |
| 2014      | Achmed Saves America                     | Ginny          |                          |
| 2013-2019 | Steven Universo                          | Rose Quartz    |                          |
| 2018-2019 | Steven Universo                          | Diamante Rosa  |                          |

## Teatro
| Ano  | Título                     | Papel            | Notas                           |
| ---- | -------------------------- | ---------------- | ------------------------------- |
| 1990 | Bye Bye Birdie             |                  | turnê nos EUA                   |
| 1994 | A Bela e a Fera            | Bela             |                                 |
| 1996 | State Fair                 | Margie           | turnê em 1992                   |
| 1997 | Triumph of Love            | Princess Léonide |                                 |
| 1999 | Putting It Together        |                  | no Mark Taper Forum, Califórnia |
| 1999 | Cabaret                    | Sally Bowles     |                                 |
| 2002 | The Unsinkable Molly Brown | Molly Brown      | no Sacramento Music Circus      |
| 2004 | Thoroughly Modern Millie   | Millie Dillmount |                                 |